# Marius Stankevičius
Marius Stankevičius (Kaunas, Lituania; 15 de julio de 1981) es un exfutbolista y entrenador lituano. Jugaba de defensa, ganó el premio a jugador lituano del año en 2008 y 2009.

## Clubes

### Como jugador
| Club                         | País     | Año         |
| ---------------------------- | -------- | ----------- |
| FK Ekranas                   | Lituania | 1998 - 2002 |
| Brescia Calcio               | Italia   | 2002 - 2008 |
| Cosenza Calcio 1914 (cesión) | Italia   | 2003        |
| UC Sampdoria                 | Italia   | 2008 - 2011 |
| Sevilla FC (cesión)          | España   | 2010        |
| Valencia CF (cesión)         | España   | 2010 - 2011 |
| SS Lazio                     | Italia   | 2011 - 2013 |
| Gaziantepspor                | Turquía  | 2013 - 2014 |
| Hannover 96                  | Alemania | 2014 - 2015 |
| Córdoba CF                   | España   | 2015 - 2016 |
| Società Sportiva Robur Siena | Italia   | 2016 - 2017 |
| AC Crema 1908                | Italia   | 2017 - 2018 |

### Como entrenador
| Club                     | País     | Año         |
| ------------------------ | -------- | ----------- |
| AC Crema 1908            | Italia   | 2018 - 2019 |
| Lituania (2º entrenador) | Lituania | 2020 - Act. |
| Lituania Sub-17          | Lituania | 2020 - Act. |
| FC Lumezzane             | Italia   | 2020 - Act. |

## Palmarés

### Campeonatos nacionales
| Título                | Club       | País     | Año         |
| --------------------- | ---------- | -------- | ----------- |
| Copa de Lituania      | FK Ekranas | Lituania | 1998 y 2000 |
| Supercopa de Lituania | FK Ekranas | Lituania | 1998        |
| Copa del Rey          | Sevilla FC | España   | 2009/10     |
| Copa de Italia        | SS Lazio   | Italia   | 2012/13     |